# Araneus chiapas
Araneus chiapas Levi, 1991 è un ragno appartenente alla famiglia Araneidae.

## Distribuzione
L'olotipo maschile è stato rinvenuto in una località del Messico meridionale: 5 km ad ovest di San Cristóbal de las Casas, sulla Highway 190, nello Stato del Chiapas.

## Tassonomia
Non sono stati esaminati esemplari di questa specie dal 1991
Attualmente, a dicembre 2013, non sono note sottospecie